# Хепберн, Патрик, 3-й граф Ботвелл
Патрик Хепберн (англ. Patrick Hepburn; 1512—1556), 3-й граф Ботвелл (с 1513 года) — шотландский барон из рода Хепбернов.

## Биография
Патрик Хепберн был сыном Адама Хепберна, 2-го графа Ботвелла и леди Агнес Стюарт, незаконнорождённой дочери Джеймса Стюарта, графа Бьюкена и Маргарет Мюррей. Адам Хепберн погиб в битве при Флоддене в 1513 году. Молодой граф принял активное участие в свержении правления Ангуса в 1528 году и возведении на престол короля Якова V, за что был назначен королевским лейтенантом в юго-восточных регионах страны. Однако действия Ботвелла на этом посту вскоре вызвали раздражение короля и граф был арестован. Король Яков V, отличающейся враждебным отношением к шотландской аристократии, конфисковал у Ботвелла ряд его владений в Тевиотдейле и потребовал внесения платежей, причитающихся королю из Берикшира, за 28 лет, чем вынудил графа вступить в переписку с королём Англии, обещая за военную поддержку организовать свержение Якова V. Когда об этой переписке стало известно, Ботвелл бежал в Англию.
После смерти Якова V в 1542 году Патрик Хепберн вернулся на родину. Воспользовавшись началом Реформации в Шотландии, он активно захватывал церковные земли, не будучи, однако последовательным протестантом. В этот период Ботвелл вступил в любовную связь с королевой-матерью Марией де Гиз и пытался добиться развода со своей женой с тем, чтобы впоследствии сочетаться браком с королевой. Вполне естественно, что в борьбе за власть в Шотландии между про-английской и про-французской партиями, граф поддерживал Марию де Гиз, сторонницу ориентации на Францию, и добился предоставления ему королём Франции крупных финансовых субсидий.
Сын Патрика Хепберна, Джеймс, 4-й граф Ботвелл, стал третьим супругом королевы Марии Стюарт.